# Råneå kyrkstad
Råneå kyrkstad är en kyrkstad vid Råneå kyrka med tio bevarade kyrkstugor.

## Historia
Råneå kyrkstad är känd sedan slutet av 1600-talet. År 1816 omfattade den 235 hus, ordnade i gränder och kvarter med namn efter socknens byar.

## Skydd
Kyrkstugorna i Råneå omfattas en stadsplan som innehåller reservatsbestämmelser för befintliga hus samt bestämmelser om utformningen av nya hus.